# Vendoeuvres (Genebra)

Vandoeuvres, que em francês se escreve Vandœuvres, é uma comuna suíça do Cantão de Genebra que fica rodeada por Cologny, Choulex, Chêne-Bourg e Chêne-Bougeries.
Segundo o Departamento Federal de Estatísticas Choulex ocupa uma superfície de 4.41 km2 e dos metade 55 % é habitacional e 39 % é agrícola. Com 2 575 habitantes em 2008 a progressão tem sido limitada mas constante desde 1930, tendo o aumento mais importante ocorido na década de 1990 quando passou de 1 860 para 2 333 habitantes.